# Jean Marot (Dichter)
Jean Marot (eigentlich wohl Je[h]an Desmarets; * um 1450 nahe Caen; † 1526 in Paris) war ein französischer Kaufmann, Höfling und Autor. Er ist heute vor allem als Vater des Höflings und bedeutenden Autors Clément Marot bekannt.
Jean Marot verfügte offenbar über keine schulische Bildung, sondern scheint sich seine literarischen Kenntnisse autodidaktisch durch die Lektüre französischsprachiger Dichter und Historiographen angeeignet zu haben.
In seinen jüngeren Jahren muss er aus der heimischen Normandie nach Cahors in Südfrankreich gegangen sein, wo er heiratete und sich als Geschäftsmann betätigte, zweifellos jedoch auch seine Feder als Dichter übte. Hier auch wurde 1496 sein Sohn Clément geboren.
Über eine adelige Dame, der seine Verse gefielen, und ihren Gatten erhielt Marot Kontakt zur französischen Königin, Anna von Bretagne, der Gemahlin von Ludwig XII. 1506 wurde er ihr Sekretär und Hofdichter. Später begleitete er den König bei seinen Feldzügen gegen Genua und Venedig, mit dem Auftrag, sie in Form gereimter Chroniken aus der Sicht und im Sinne seines Herrn darzustellen, d. h. politisch zu legitimieren.
Nach dem Tod Ludwigs (1515) wurde er in die Dienste von dessen Nachfolger Franz I. übernommen und bekam das Amt eines Königlichen Kammerdieners, das er bis zu seinem Tod bekleidete (und das bald danach auf seinen Sohn Clément übertragen wurde).
Jean Marots Texte stehen meistens in der Tradition der sog. Rhétoriqueurs, einer Dichterschule des 15. Jahrhunderts, die hochrhetorisierte, heute meist bombastisch wirkende Gelegenheitsdichtung vor allem für Fürsten und ihre Höfe verfasste, z. B. für den französischen Königshof oder den überwiegend französischsprachigen Hof der reichen und mächtigen Herzöge von Burgund.